# Csurgó
Csurgó è una città di 6.200 abitanti situata nella contea di Somogy, nell'Ungheria centro-occidentale.

## Amministrazione

### Gemellaggi
- Aumale, Francia
- Fehérvárcsurgó, Ungheria
- Haimhausen, Germania
- Markelo, Paesi Bassi
- Cristuru Secuiesc, Romania
- Vráble, Slovacchia
- Orsera, Croazia
- Juzava, Giappone